# Данилюк, Александр Александрович
Александр Александрович Данилюк (укр. Олександр Олександрович Данилюк; род. 22 июля 1975, Григориополь, Молдавская ССР, СССР) — украинский государственный деятель. Секретарь СНБО Украины с 28 мая по 3 октября 2019 года. Руководитель Национального координационного центра кибербезопасности с 19 июня 2019 года.
Министр финансов Украины с 14 апреля 2016 по 7 июня 2018.

## Биография
Имеет три высших образования: Киевский политехнический институт имени Игоря Сикорского, Киевский институт инвестиционного менеджмента, а также Бизнес школу (MBA) Индианского университета (США).
Владеет пятью языками.
В течение трёх лет Александр Данилюк работал над проектами компании «McKinsey & Company» в Лондоне и Москве, ещё четыре года возглавлял один из инвестиционных фондов Лондона.
Президент Украины Виктор Янукович назначил Данилюка своим советником (вне штата). С сентября 2010 года Данилюк возглавлял Координационный центр по внедрению экономических реформ. Он победил в конкурсе на эту должность.
С 17 июля 2014 — постоянный представитель президента Украины в Кабинете Министров Украины.
С 25 сентября 2015 — заместитель главы Администрации президента Украины.
14 апреля 2016 года Верховная рада Украины утвердила новый состав правительства Украины (правительство Гройсмана), Александр Данилюк назначен на должность министра финансов Украины.
23 мая 2016 года Данилюк сообщил, что его жена и дети являются гражданами Великобритании.
7 июня 2018 года Верховная рада проголосовала за представление об увольнении Данилюка, подписанное премьер-министром Владимиром Гройсманом. 23 мая на заседании правительства Данилюк поссорился с Гройсманом по поводу кадровой политики. Данилюк хотел видеть на должности заместителя министра финансов по вопросам таможенной политики Яну Бугримову. Впоследствии Данилюк написал письмо к странам «Большой семёрки», в котором подчеркнул своё право самостоятельно формировать команду министерства, без согласования с премьер-министром или президентом. Гройсман расценил этот шаг как нарушение субординации и обвинил Данилюка в «антигосударственных действиях».
18 апреля 2019 года в прямом эфире на телеканале «1+1» кандидат в президенты Украины Владимир Зеленский представил команду из 20 человек, с которой он в случае победы будет руководить страной. В их число вошёл и Александр Данилюк.
28 мая Зеленский утвердил Данилюка в должности секретаря СНБО Украины. В конце сентября Данилюк подал заявление об отставке и 30 сентября был уволен. Свое решение Данилюк объяснил желанием выразить несогласие с возможной отменой национализации Приватбанка.